# Пейшото, Матеус
Мате́ус Вие́йра Ка́мпос Пейшо́то (порт. Matheus Vieira Campos Peixoto; род. 16 ноября 1995, Кабу-Фриу, Рио-де-Жанейро) — бразильский футболист, нападающий клуба «Джубило Ивата».

## Биография
Занимался футболом в клубах «Кабуфриенсе» и «Крузейро». Позднее попал в структуру клуба «Аудакс Рио». В составе команды дебютировал 1 февраля 2014 года в матче Лиги Кариока против «Мадурейры» (0:3). По окончании сезона команды вылетела в низший дивизион, где Матеус Пейшото с «Аудакс Рио» продолжил выступления.
В 2015 году футболист перешёл клуб «Баия». Вместе с командой играл на Кубке Нордесте для игроков до 20 лет. Для получения игровой практики в следующем году был отдан в аренду «Ипиранге» и «Флуминенсе». В начале 2017 года Матеус Пейшото вернулся в «Баию», в основном составе которой впервые сыграл 2 февраля 2017 года в Лиги Баияно против «Жакуипенсе» (0:0).
Не став игроком основного состава в «Баии», Пейшото летом 2017 года переходит в «Брагантино» (с 2020 года — «Ред Булл Брагантино»). В 2018 году стал лучшим бомбардиром команды в Серии C и Лиге Паулиста, забив в каждом из турниров по пять мячей.
3 сентября 2018 года перешёл на правах аренды в «Спорт Ресифи», где до конца года играл в Серии А. Вернувшись из аренды в «Спорт Ресифи», Матеус Пейшото вместе с «Брагантино» стал победителем Серия B. После этого нападающий выступал на правах аренды в «Понте-Прете» (2020) и «Жувентуде» (2021).
31 июля 2021 года подписал контракт с харьковским «Металлистом». На момент перехода в украинский клуб Матеус Пейшото в составе «Жувентуде» отметился 7 мячами в бразильской Серии А и лидировал в бомбардирской гонке. В составе украинского клуба дебютировал 22 августа 2021 года в игре Первой лиги против киевской «Оболони» (3:0), отметившись в первой игре забитым голом. По итогам первой половины сезона в Первой лиге Украины бразилец с 14 голами возглавлял гонку бомбардиров.

## Достижения
«Брагантино»
- Победитель Серии B: 2019

## Статистика
| Клуб         | Сезон   | Лига        | Лига  | Лига | Чемпионат штата | Чемпионат штата | Чемпионат штата | Кубок | Кубок | Другое | Другое |
| Клуб         | Сезон   | Турнир      | Матчи | Голи | Турнир          | Матчи           | Голы            | Матчи | Голы  | Матчи  | Голы   |
| ------------ | ------- | ----------- | ----- | ---- | --------------- | --------------- | --------------- | ----- | ----- | ------ | ------ |
| Аудакс Рио   | 2014    | —           | —     | —    | Кариока         | 1               | 0               | —     | —     | —      | —      |
| Аудакс Рио   | 2015    | —           | —     | —    | Кариока (2Д)    | 3               | 0               | —     | —     | —      | —      |
| Аудакс Рио   | 2016    | —           | —     | —    | Кариока (2Д)    | 5               | 0               | —     | —     | —      | —      |
| Ипиранга     | 2016    | —           | —     | —    | Баияно (2Д)     | 9               | 4               | —     | —     | —      | —      |
| Баия         | 2017    | Серия A     | 0     | 0    | Баияно          | 1               | 0               | —     | —     | 1      | 0      |
| Брагантино   | 2017    | Серия C     | 6     | 1    | —               | —               | —               | —     | —     | —      | —      |
| Брагантино   | 2018    | Серия C     | 19    | 5    | Паулиста        | 12              | 5               | 2     | 1     | —      | —      |
| Спорт Ресифи | 2018    | Серия A     | 8     | 0    | —               | —               | —               | —     | —     | —      | —      |
| Брагантино   | 2019    | Серия В     | 24    | 6    | Паулиста        | 14              | 4               | —     | —     | —      | —      |
| Брагантино   | 2020    | —           | —     | —    | Паулиста        | 3               | 0               | —     | —     | —      | —      |
| Понте-Прета  | 2020    | Серия В     | 31    | 5    | —               | —               | —               | 3     | 1     | —      | —      |
| Жувентуде    | 2021    | Серия A     | 12    | 7    | Гаушу           | 13              | 4               | 2     | 1     | —      | —      |
| Металлист    | 2021/22 | Первая лига | 16    | 14   | —               | —               | —               | 3     | 1     | —      | —      |

1. ↑  Кубок Нордесте